# Акциони систем
Акциони систем су људи и ресурси у заједници са којима социјални радници раде како би постигли жељене промене. Поред актера из средине овај приступ упућује на што веће активирање клијената како би били актери својих жељених промена.